# Pregolja
De Pregolja (Russisch: Преголя; Duits: Pregel) is de voornaamste rivier in de Russische exclave Kaliningrad. De 123 km lange rivier ontstaat bij Tsjernjachovsk uit de samenvloeiing van de Angrapa en de Instroetsj. De Angrapa is de langste van beide: samen met deze rivier meet de Pregolja 292 km. De Pregolja verzorgt de afwatering van vrijwel de gehele oblast Kaliningrad en loopt ook door de stad Kaliningrad zelf.
Grotere plaatsen aan de rivier zijn verder Znamensk (hist.: Wehlau), waar zich de monding van de Łyna bevindt, en Gvardejsk (hist. Tapiau). Bij Gvardejsk buigt een zijarm, de Dejma, zich in noordelijke richting van de Pregolja af en verbindt de rivier met het Koerse Haf. De Pregolja zelf mondt ten westen van Kaliningrad uit in het Wislahaf, dat recht tegenover de monding van de rivier bij de havenstad Baltijsk is verbonden met de Oostzee. De Pregolja is over haar gehele lengte bevaarbaar.
In Kaliningrad vormt de Pregolja twee eilanden, waarmee de rivier aan de basis stond van de Zeven bruggen van Koningsbergen, een bekend wiskundig vraagstuk.
De Pregolja vormt een oude grens tussen enkele historische landstreken: tot de monding van de Łyna die tussen Nadrauen op de rechteroever Barten op de linker, tot de aftakking van de Dejma die tussen Nadrauen rechts en Natangen links en ten slotte die tussen Samland rechts en Natangen links.
- Gemeinsame Normdatei: 4266579-6
- Virtual International Authority File: 234255418